# U-135号潜艇 (1941年)
U-135号（德語：U 135）是纳粹德国战争海军建造的568艘VII-C型潜艇（或称U艇）之一。它由不来梅的伏尔铿费格扎克船厂承建，于1941年6月12日下水，至同年8月16日交付使用。第二次世界大战期间，该艇曾执行过七次巡逻作战，共击沉3艘、击伤1艘同盟国或中立国商船，累积总吨位为26,064吨。1943年7月15日，U-135号在加那利群岛以东的大西洋遭英国護航砲艦罗彻斯特号、轻型护卫舰木犀草号和凤仙花号以及一架美国卡特琳娜飞机联合击沉，造成艇内5名官兵阵亡、41人幸存。

## 设计
VII-C型是VII级潜艇的第三次、也是最有价值的改进型。它搭载了被称为“S装置”的新式主动声呐系统，为了容纳这种新设备，VII-C型的艇体尺寸有所增加，并重新设计了鞍状水舱，在其两侧各增加了一个可提供储备浮力的小型浮舱，有利于潜艇完成快速下潜。U-135号的全长为67.10米，舷宽6.20米、并有4.74米的吃水深度，水上和水下排水量分别为769吨和871吨。该艇采用双轴设计，具有两副直径为1.23米的三叶螺旋桨。在机械系统方面，VII-C型艇也得到了升级：通过艇上配备的燃油过滤系统，柴油机润滑系统的使用受命得以延长，也为不同润滑剂在艇上机械设备上混合使用留足了余地。原先前型艇用于发射鱼雷和主压载舱吹除操作的电动空气压缩机则改为容克斯的柴动压缩机，从而减小了对艇上电气系统的依赖；此外，该型艇还装配了更为现代化的电力转换系统。动力由两台曼恩生产的M6V 40/46型六缸四冲程1,400匹公制馬力（1,000千瓦特）涡轮增压柴油机用于水面运行，以及两台布朗-博韦里提供的GG UB 720/8型375匹公制馬力（280千瓦特）双作用电动发电机用于水下航行；水面最高航速17.7節（32.8每小時），水下7.6節（14.1每小時）；能够在水面以10節（19每小時）航速续航8,500海里（15,700），或以4節（7.4每小時）连续在水下航行80海里（150）而无需充电。
武器装备方面，U-135号装备有五具内置式鱼雷发射管——艇艏四具、艇艉一具。其艇艉的鱼雷发射管设计在耐压壳体内部、两片舵之间，鱼雷可以由此向外发射。在轮机舱甲板下方还配备了用于艇艉的鱼雷装填系统，耐压壳体与甲板室之间一前一后还设计有外置鱼雷贮存装置，因此U-135号可携带14枚G7型鱼雷。但不同于其它批次的C型艇，该艇不设水雷贮存及布设装置。此外，它还搭载有一门配备220发弹药的88毫米35式速射炮以及一门配备1,195发弹药20毫米30式高射炮作为甲板炮。其标准船员编制为4名军官及40－56名水兵。

## 历史
1939年8月7日，海军造舰局将第三批次的五艘VII-C型潜艇（U-132至U-136号）建造合同发包予不来梅的伏尔铿公司。其中U-135号于1940年9月16日开始在费格扎克船厂铺设龙骨，建造序列为14号。经过近九个月的建造，它于1941年6月12日下水，至同年8月16日在首度担任艇长的海军中尉弗里德里希-赫尔曼·普雷托里乌斯的指挥下交付使用。完成海试后，该艇加入驻基尔的第5潜艇区舰队，先是在波罗的海进行战备训练，进而于1941年11月作为前线艇换编至驻圣纳泽尔的第7潜艇区舰队，直到1943年7月15日沉没。
第二次世界大战期间，U-135号曾执行过七次巡逻和十次狼群作战，共击沉3艘、击伤1艘同盟国或中立国商船，累积总吨位为26,064吨。

### 作战巡逻
完成战备训练后，普雷托里乌斯率领U-135号于1941年12月24日15:00从基尔启程执行首次巡逻。他们先是穿越威廉皇帝运河至布伦斯比特尔经停，继而前往纽芬兰和新斯科舍附近的北大西洋游弋。从1942年1月6日至20日，该艇曾加入“齐滕”狼群，试图根据时任U艇首长卡尔·邓尼茨制定的集群战术，寻求与盟军的护航船队作战，但一无所获。直到1月22日，普雷托里乌斯才迎来首记战功：此前因风暴而与ON-56号护航队分散、无护航的比利时货轮甘迪亚号（Gandia），至22:21被U-135号发射的两枚鱼雷之一击中船艉，并于十分钟内在开普雷斯以东约420海里（780）处沉没。经过为期三十九天、水面5,750海里（10,650）和水下204海里（378）的航行，U-135号于1月31日11:40抵达德占法国的圣纳泽尔。
第二次巡逻于1942年2月22日至4月3日前往赫布里底群岛以西和法罗群岛附近的北大西洋活动，在这次为期四十一天、水面6,053海里（11,210）和水下337海里（624）的航行中，U-135号尽管曾先后加入“西墙”和“约克”狼群作战，但未能击沉或击伤任何舰船。重整旗鼓后，普雷托里乌斯于4月26日18:30从布雷斯特出发执行第三次巡逻，次日经停洛里昂补充燃料，继而前往美国东岸和加拿大附近的北大西洋游弋。5月17日04:54，无护航的英国货轮卡佩勒堡号（Fort Qu´Appelle）在百慕大群岛北部海域被U-135号以鱼雷击沉。前者十天前才从遭U-125号击沉的货船绿岛号（Green Island）救起22名幸存者，并将他们送往牙买加的金斯敦。从5月21日至27日，U-135号又加入“童军”狼群，但一无所获。6月8日03:16，无护航的挪威货船普莱森特维尔号（Pleasantville）在百慕大西北约200海里（370）处以9節（17每小時）的速度作“之字形”航线行驶时，被普雷托里乌斯发射的一枚鱼雷击中左舷前桅下方。船员和十名乘客分乘三艘救生艇弃船后不久，该船于03:46在左舷轮机舱遭遇“致命一击”，三十四分钟后从船艏沉没。6月23日，U-135号从U-459号获得了13m³燃料、2m³润滑油和1,250公斤的给养，但此后再无斩获，在完成了为期七十一天、水面11,145海里（20,641）和水下395海里（732）的超长航行后，于7月5日08:30返抵圣纳泽尔。
在随后的三次巡逻中，U-135号继续去往北大西洋各处游弋，却始终未能取得任何战果。惟第四次巡逻期间，该艇于1942年8月10日18:25在西班牙费罗尔角以北遭到一架隶属英国皇家空军第311（捷克斯洛伐克）中队的威靈頓轟炸機扫射，飞机还投下了4枚深水炸弹。交火期间，普雷托里乌斯利用20毫米高射炮还击，在紧急下潜后又遭到6枚深水炸弹攻击，但艇身仅受轻微损伤，仅一名船员被炮火击中身亡，另一名船员则在袭击一小时后因伤势过重死亡。两周后，即8月24日01:51，当U-135号正在大西洋中部追击ONS-122号护航队时，突然被照明弹照亮，并在挪威轻型护卫舰委陵菜号的炮火下被迫下潜。该舰与英国驱逐舰子爵号本是在同一海域对U-705号潜艇进行了一小时的搜索，随后在雷达上发现U-135号。在接下来的两个小时里，他们共向两艘U艇投下了57枚深水炸弹，最后一次攻击是由子爵号使用新型的刺蝟砲完成。U-135号再度只受到轻微损伤。1943年2月8日，即第六次巡逻期间，U-135号又在康沃尔以西的北大西洋接近SC-118号护航队时，于14:45遭到一架隶属英国皇家空军第120中队的解放者轰炸机袭击，后者共投下4枚深水炸弹。尽管措手不及，U-135号还是在第一波攻击後潜入水中。损坏修复后，该艇继续巡逻，但后来又发现其他泄漏，被迫提前返回洛里昂，于2月28日抵达。
1943年6月7日11:40，U-135号在海军中尉奥托·路德的指挥下离开洛里昂，前往加那利群岛附近的大西洋中部执行第七次巡逻，从此再未归航。从6月22日至29日，该艇曾加入“防御2号”狼群作战，依旧一无所获。7月15日10:20左右，路德在加那利以东海域从两具艇艏发射管和一具艇艉发射管向OS-51号护航队发射了三枚鱼雷，并听到一枚艇艉鱼雷命中目标。被击中的是英国货船特威克纳姆号（Twickenham），它在经过临时维修后仍可自行返回英国。袭击发生后，护航舰艇立刻展开反击，其中英国護航砲艦罗彻斯特号从11:58至13:56期间共投下97枚深水炸弹，迫使U-135号浮出水面。在水面上时，该艇又遭到罗彻斯特号、轻型护卫舰木犀草号和凤仙花号的火炮和舰载武器攻击，以及一架隶属美国海军第92巡逻中队的卡特琳娜飞机的攻击。U-135号最终在28°20′N 13°17′W / 28.333°N 13.283°W处沉没，造成艇内5名官兵阵亡。其余41船员则赶在覆灭前成功弃艇，被英军救起并俘虏。

## 袭击历史摘要

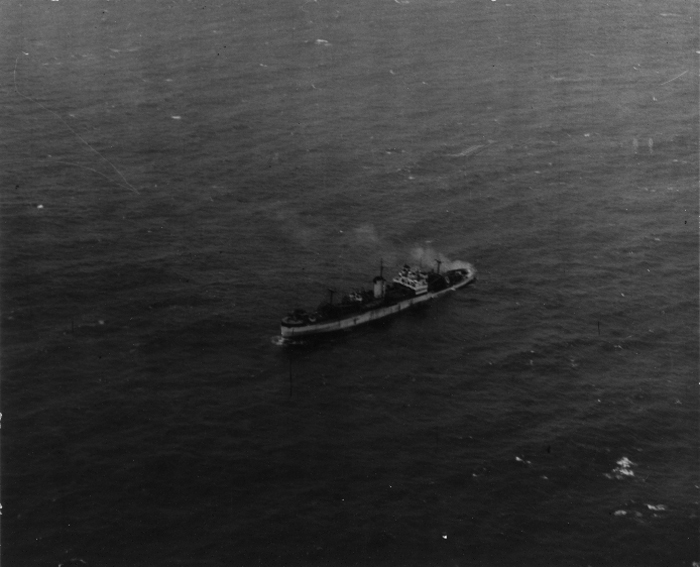
英国货船特威克纳姆号在被鱼雷击中后船艏进水严重

| 日期          | 船名           | 船籍   | 吨位  | 结局 |
| ------------- | -------------- | ------ | ----- | ---- |
| 1942年1月22日 | 甘迪亚号       | 比利时 | 9,626 | 击沉 |
| 1942年5月17日 | 卡佩勒堡号     | 英国   | 7,127 | 击沉 |
| 1942年6月18日 | 普莱森特维尔号 | 挪威   | 4,549 | 击沉 |
| 1943年7月15日 | 特威克纳姆号   | 英国   | 4,762 | 击伤 |

## 脚注
1. ↑  威廉生，第11頁.
2. ↑  加洛普，第74頁.
3. 1 2  Gröner 1991，第43–46頁.
4. ↑  加洛普，第72頁.
5. 1 2 3  . U-Boot-Archiv.   [2025-04-23]. （原始内容存档于2024-10-07）.
6. ↑  Helgason, Guðmundur. . German U-boats of WWII - uboat.net.   [2025-04-23]. （原始内容存档于2022-11-29）.
7. 1 2  Helgason, Guðmundur. . German U-boats of WWII - uboat.net.   [2025-04-23]. （原始内容存档于2025-01-21）.
8. ↑  Helgason, Guðmundur. . German U-boats of WWII - uboat.net.   [2025-04-23].
9. ↑  Helgason, Guðmundur. . German U-boats of WWII - uboat.net.   [2025-04-23].
10. ↑  Helgason, Guðmundur. . German U-boats of WWII - uboat.net.   [2025-04-23]. （原始内容存档于2025-01-21）.
11. ↑  Helgason, Guðmundur. . German U-boats of WWII - uboat.net.   [2025-04-23]. （原始内容存档于2025-01-18）.
12. ↑  Helgason, Guðmundur. . German U-boats of WWII - uboat.net.   [2025-04-23]. （原始内容存档于2025-01-21）.
13. ↑  Helgason, Guðmundur. . German U-boats of WWII - uboat.net.   [2025-04-23]. （原始内容存档于2025-01-19）.
14. ↑  Helgason, Guðmundur. . German U-boats of WWII - uboat.net.   [2025-04-23]. （原始内容存档于2025-01-21）.
15. ↑  Helgason, Guðmundur. . German U-boats of WWII - uboat.net.   [2025-04-23]. （原始内容存档于2025-01-21）.
16. ↑  Helgason, Guðmundur. . German U-boats of WWII - uboat.net.   [2025-04-23]. （原始内容存档于2025-01-21）.
17. ↑  Helgason, Guðmundur. . German U-boats of WWII - uboat.net.   [2025-04-23]. （原始内容存档于2024-11-04）.
18. ↑  Busch & Röll，第116頁.